# Saint-Gein
Saint-Gein é uma comuna francesa na região administrativa da Nova Aquitânia, no departamento Landes. Estende-se por uma área de 17,75 km². Em 2010 a comuna tinha 447 habitantes (densidade: 25,2 hab./km²).